# کادو
کادو (به ایتالیایی: Cadeo) یک کومونه در ایتالیا است که در استان پیاچنزا واقع شده‌است.

## خصوصیات
کادو ۳۸٫۶ کیلومترمربع مساحت و ۵٬۶۰۱ نفر جمعیت دارد و ۶۵ متر بالاتر از سطح دریا واقع شده‌است.